# Iglesia de San Miguel (Montmell)

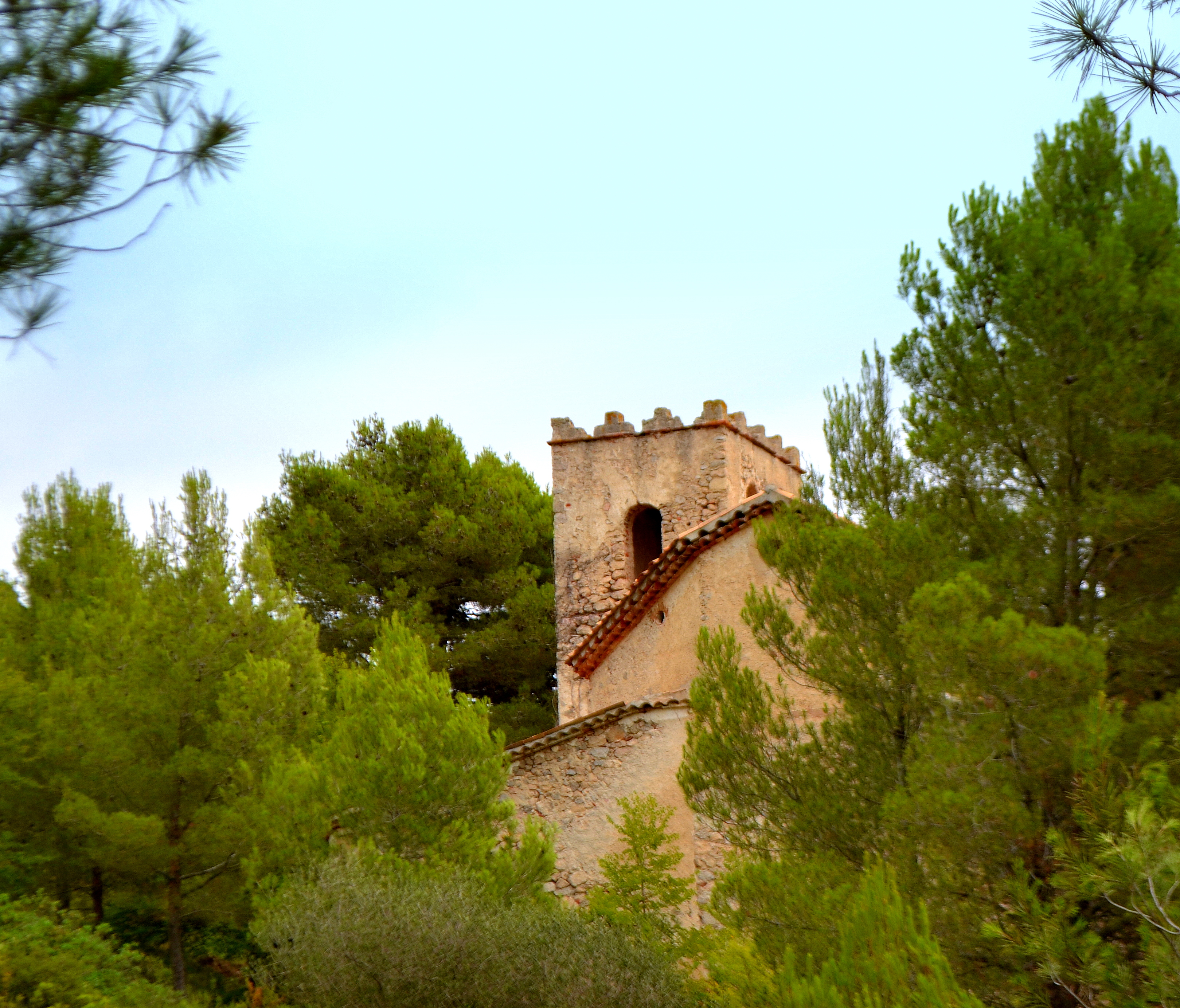
Vista exterior de la iglesia nueva

La iglesia de San Miguel (en catalán: església de Sant Miquel) es la antigua iglesia del municipio de Montmell perteneciente a la comarca catalana del Bajo Panadés en la provincia de Tarragona. Originalmente fue una iglesia románica situada al pie del castillo de Montmell, a 781 metros sobre el nivel del mar. En el siglo XVI se construyó una iglesia nueva con mejor acceso a 640 metros de altitud. Ambas son un monumento protegido como Bien Cultural de Interés Local e inventariado dentro del Inventario del Patrimonio Arquitectónico Catalán.

## Historia
La pequeña iglesia románica de influencias lombardas fue dedicada al culto religioso hasta finales del siglo XVI. Entonces fue trasladada a otro templo, unos metros más abajo en la misma sierra. A partir de ese momento empezó a sufrir su edificación. En 1953 fue restaurada gracias a mosén Daniel Canales, natural de Montmell, y del barcelonés S. Trias, bajo la dirección del arquitecto J. Brugal y Fortuny. Se cree que el templo es anterior al último tercio del siglo XII, pues aunque el castillo esté datado del 976, no se tiene ningún documento que hable de una iglesia cercana a la fortaleza. Se cree que fue construida después de la invasión almorávide del Penedès y de iniciar la ofensiva cristiana que permitió la reconstrucción de castillos y la reconquista de Tortosa, Lérida y la sierra de Prades. Más tarde, en años sucesivos (1157-1158) la iglesia barcelonesa intentó recuperar la jurisdicción sobre este territorio, lo que consiguió el año 1181. Fue posiblemente por estos tiempos cuando fue consagrada la iglesia románica.
La iglesia nueva de San Miguel, fue consagrada en 1598 en sustitución de la antigua, cuando a muchos feligreses ya les resultaba incómodo trepar tan alto. De esta iglesia habla el Archivo Diocesano de Barcelona bajo el nombre de Sancti Michaelis de monte Macelli-Montón-Mael. También está mencionada por Antonio Campillo en el tomo V de su obra Speculum Titulorum Ecclesiasticorum.
Al abrigo del castillo y de la iglesia se formó un pequeño núcleo de población. La iglesia fue abandonada en tiempos de la guerra civil del 36, a partir de este año sufrió una gran degradación. Se habla de un retablo gótico, hoy desaparecido. En 1960 el núcleo quedaba reducido a unas diez casas, actualmente todas deshabitadas y deterioradas. En la nueva entidad de población -construida más en el plano-, se edificó otra iglesia dedicada a san Pedro.

## Iglesia románica

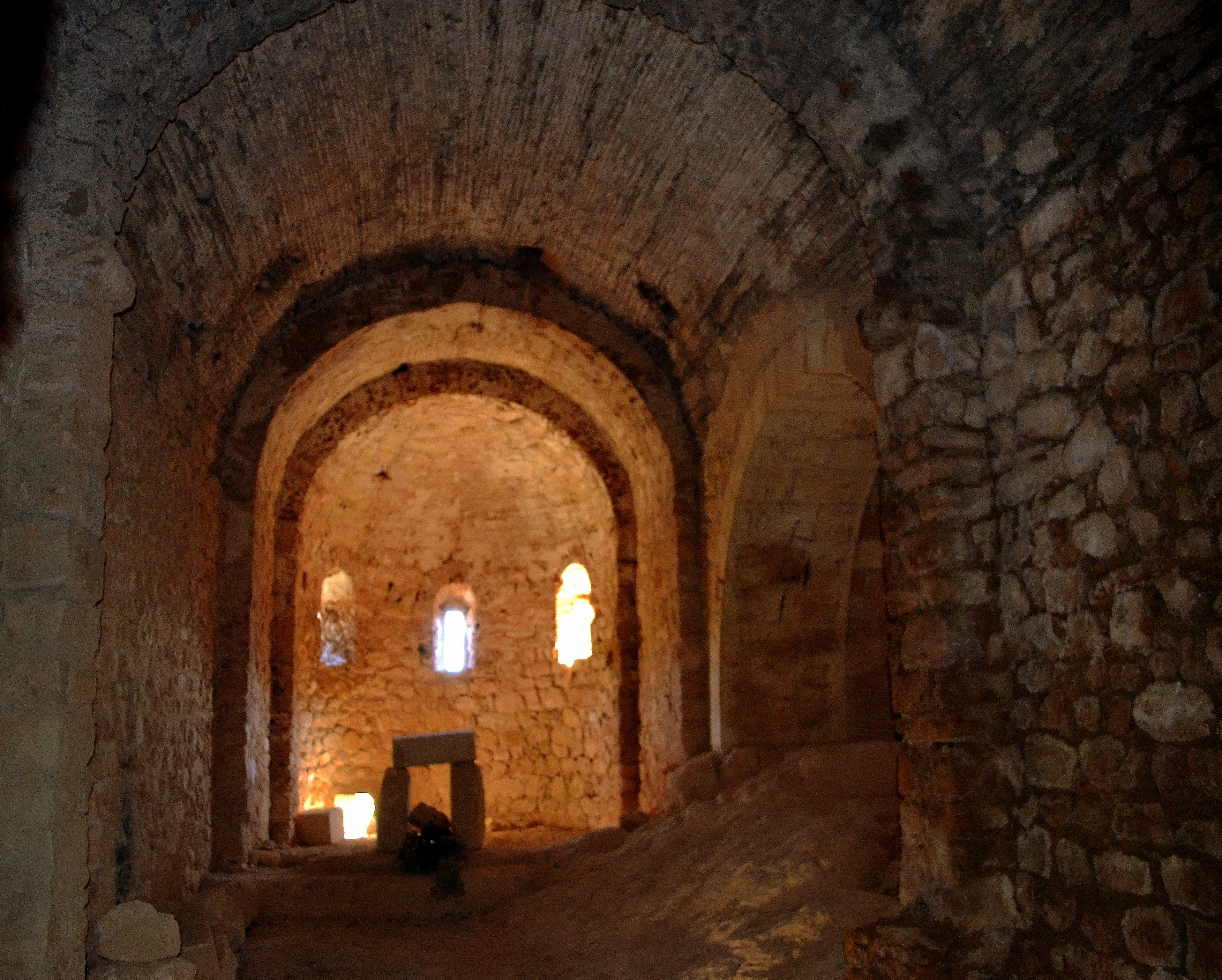
Interior de la iglesia románica.

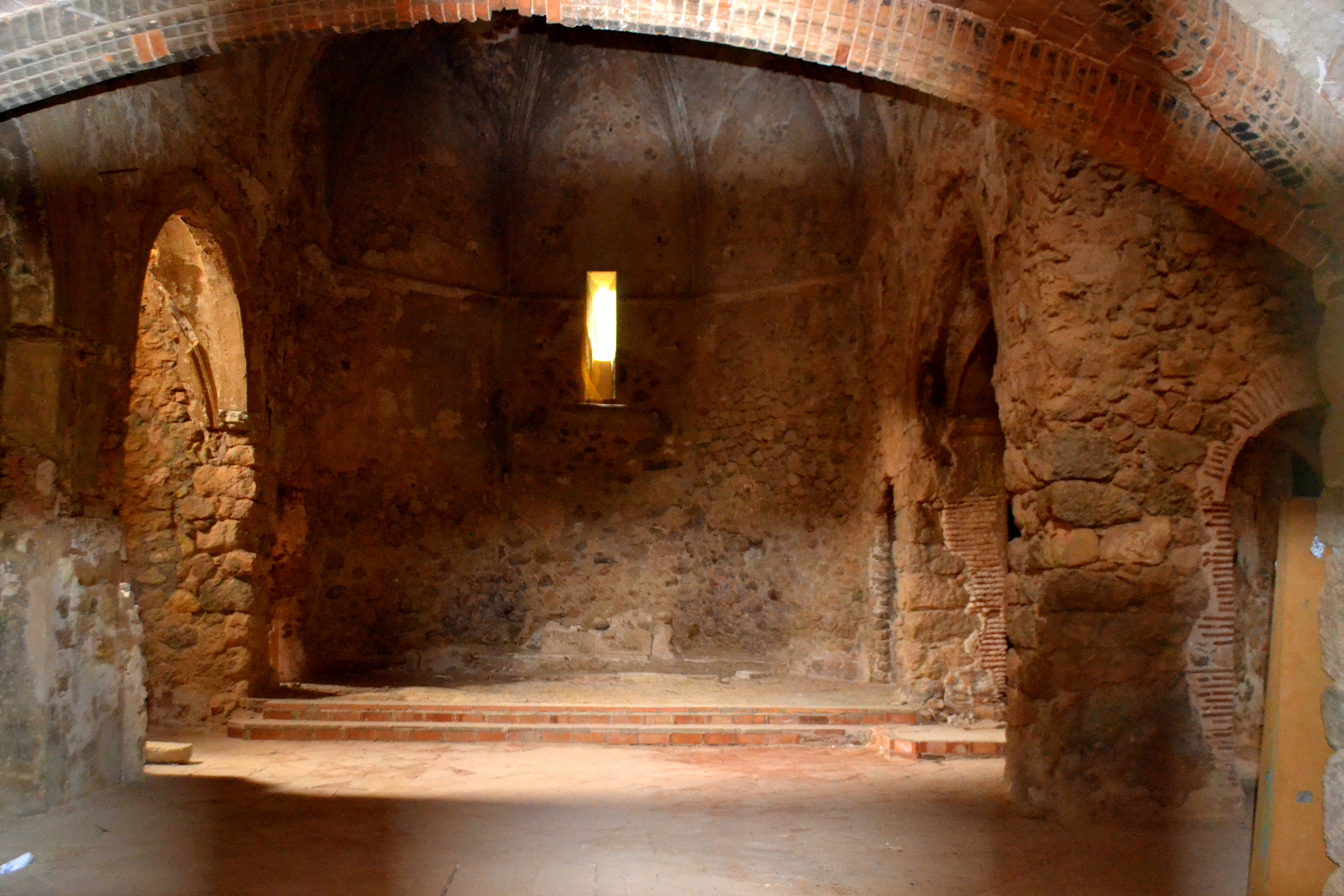
Interior de la iglesia nueva.

Se encuentra situada a unos 781 metros sobre el nivel del mar, dominando parte de las comarcas del Alto Campo y del Bajo Panadés. Consta de una nave central y otra más pequeña, abierta posteriormente al lado del Evangelio excavada en la roca, separadas por un pilar que sostiene dos grandes arcos de medio punto sobre los que descansa la bóveda de cañón. Destaca el ábside de forma semicircular, muy restaurado en el exterior, pero que se conserva perfectamente en la parte de dentro. La iglesia no tiene ninguna decoración en el interior, pero en el exterior se observan una cornisa y varias arcos y bandas lombardas.

## Iglesia nueva
La nueva iglesia de San Miguel se encuentra casi totalmente demolida. La fachada tiene una portada de arco de medio punto hecho con dovelas de piedra que se conserva todavía bastante bien, en la parte de arriba hay un pequeño rosetón y a la derecha se ve una torre con ventanas de medio punto que da un cierto carácter defensivo a la construcción.
El interior está muy deteriorado, pero se ve todavía una nave central separada de las dos laterales por arcos de medio punto. Al pie de la iglesia hay un arco escarzano sobre el que se observan restos del coro y la inscripción: 1598. En la cabecera de la iglesia, detrás del destruido altar, se encuentra una ventana de aspillera.

## Galería

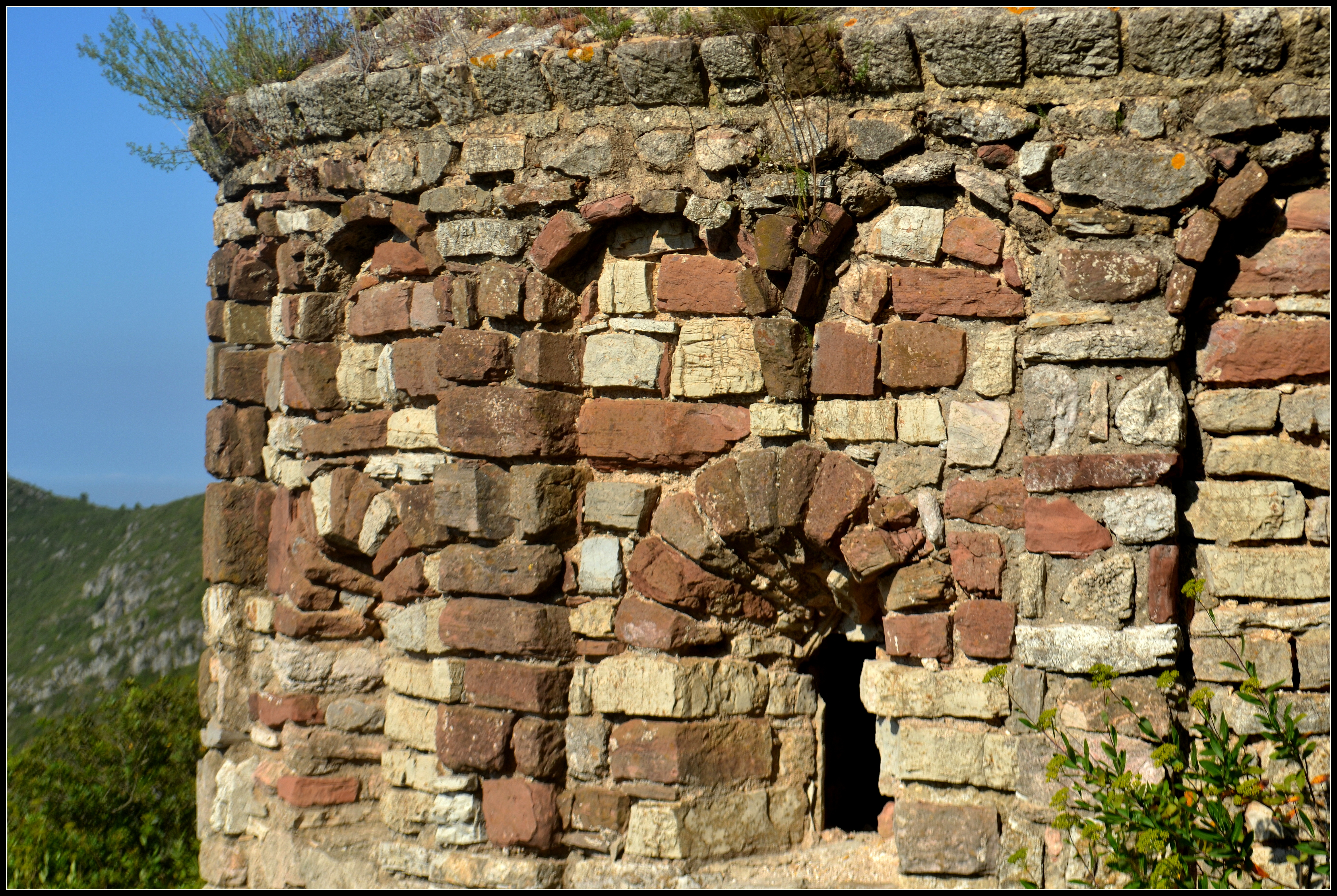
Detalle del ábside de la iglesia románica
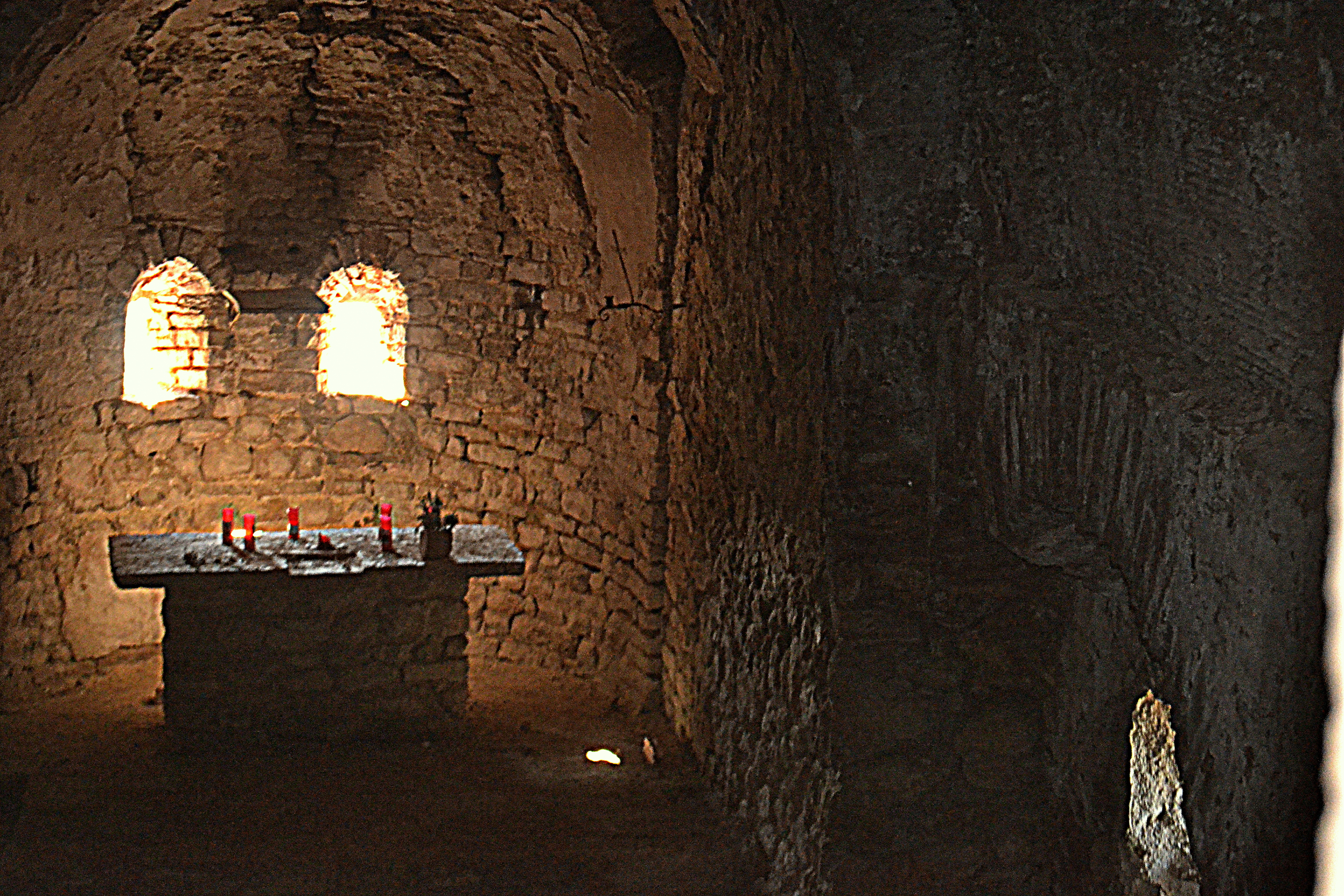
Detalle del interior de la iglesia románica
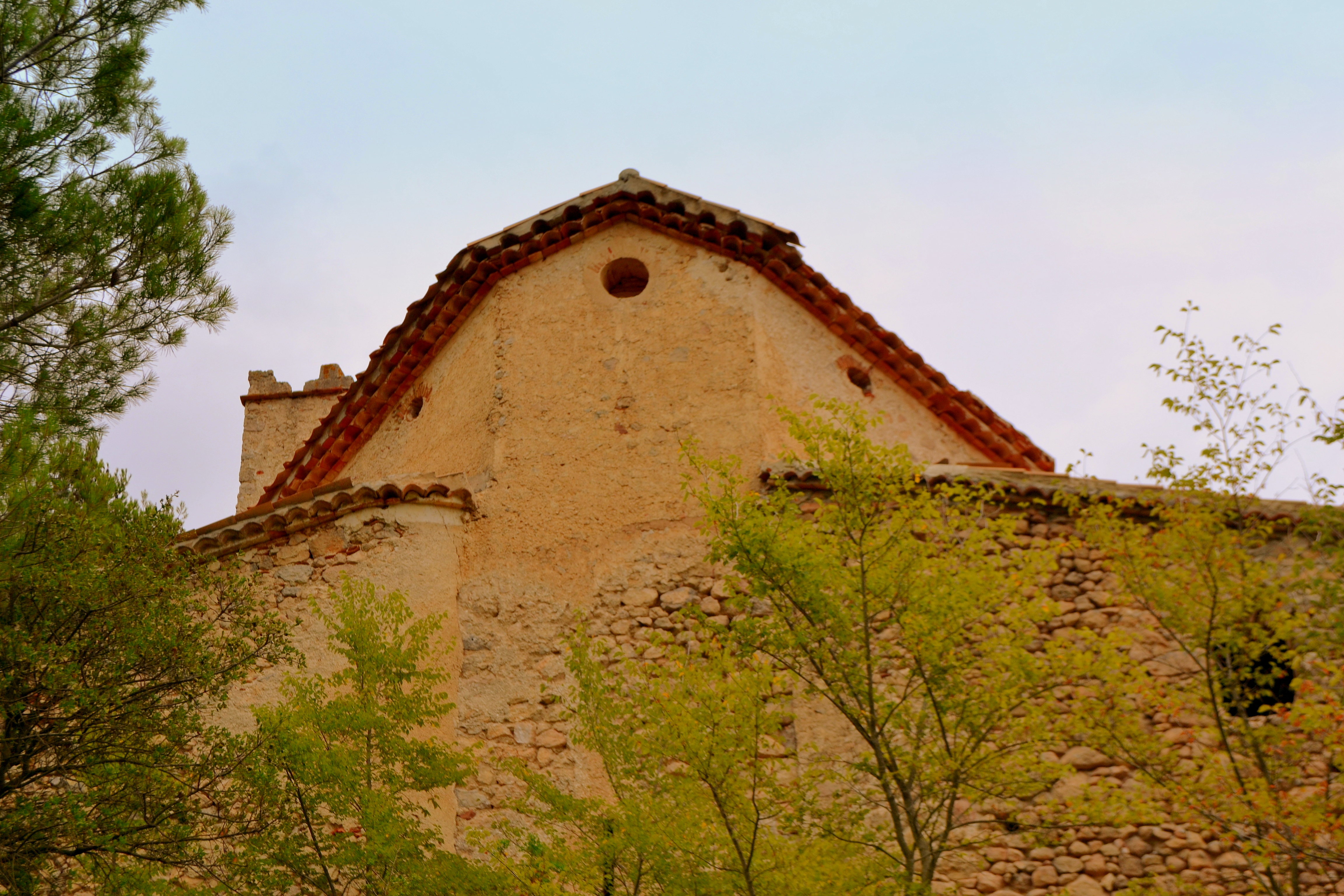
Detalle exterior de la iglesia nueva
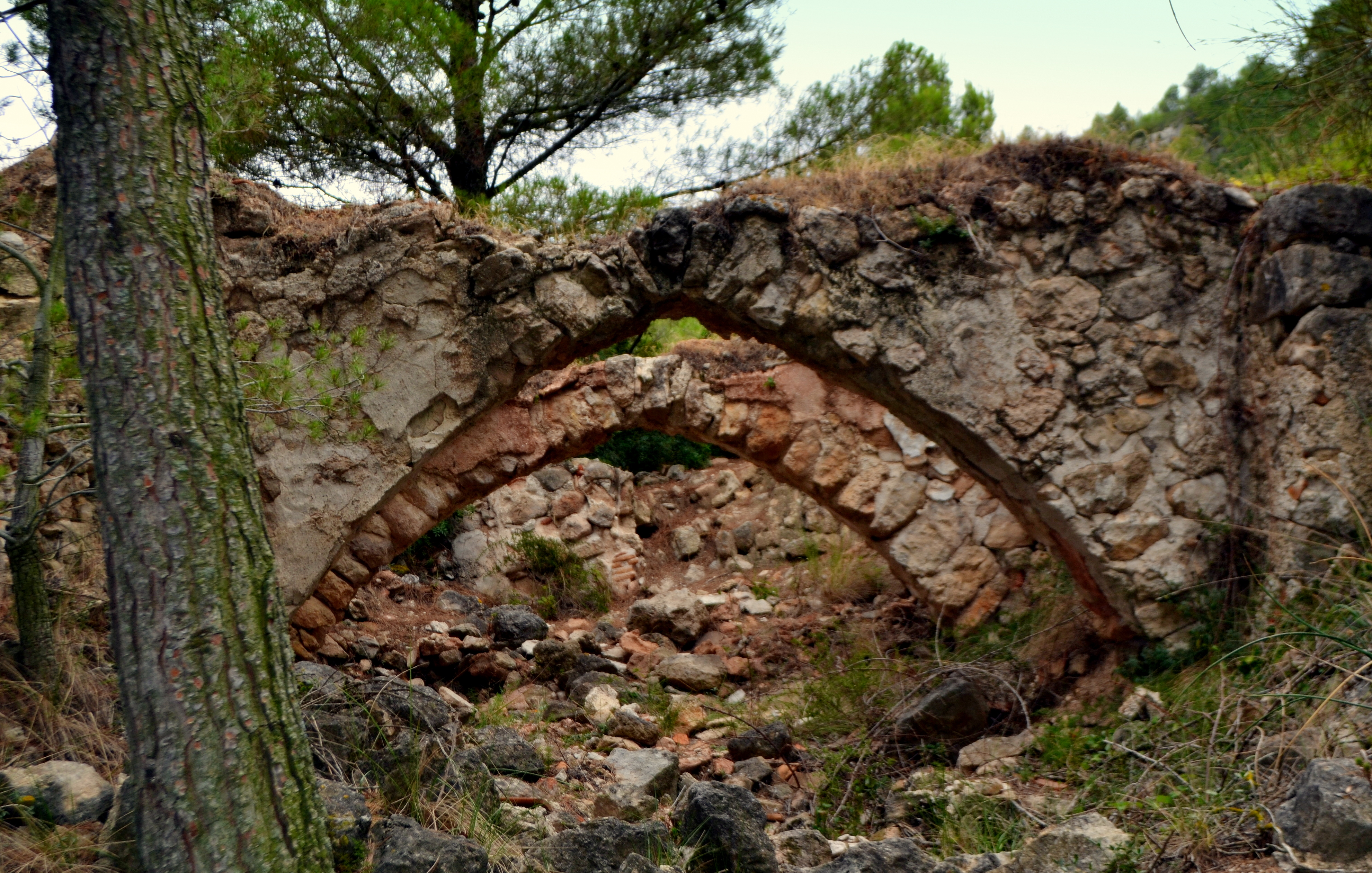
Ruinas de la iglesia nueva